# Benito Pedro Llambí
Benito Pedro Llambí (* 10. Mai 1907 in Villa Mercedes; † 22. Dezember 1997 in Buenos Aires) war ein argentinischer Diplomat und Politiker.

## Leben
Von 7. Januar 1947 bis 26. Januar 1950 war Benito Pedro Llambí Gesandter in Bern und vertrat die Delegación Argentina de Inmigración en Europa in der Schweiz. Der Historiker Uki Goñi fand zehn Visa für Personen, die undokumentiert aus dem Deutschen Reich eingereist waren, welche in zwei Oktoberwochen von 1947 während der Gira del arco iris durch die argentinische Auslandsvertretung in Bern erteilt wurden. Von 1950 bis 1952 war er Gesandter in Stockholm. 1973 ernannte Héctor José Cámpora ihn zum außerordentlichen Botschafter und Ministre plénipotentiaire, womit er zum Zeremonienmeister des Außenministeriums ernannt werden konnte. Vom 17. Juni 1973 bis 13. August 1974 war er Innenminister in den Regierungen von Raúl Alberto Lastiri und Juan Perón. 1975 war er Botschafter in Ottawa. Von 1989 bis 1992 war er Botschafter in Montevideo. Sein Mausoleum befindet sich auf dem Friedhof La Recoleta.